# Mycalesis decia
Mycalesis decia är en fjärilsart som beskrevs av Hans Fruhstorfer 1911. Mycalesis decia ingår i släktet Mycalesis och familjen praktfjärilar. Inga underarter finns listade i Catalogue of Life.